# Marco Santagata
Marco Santagata (Zocca, 28 de abril de 1947 - Pisa, 9 de noviembre de 2020) fue un académico, escritor y crítico literario italiano.

## Biografía
Santagata estudió literatura clásica en la Universidad de Pisa y en la Escuela Normal Superior de Pisa, donde se graduó en 1970. Se convirtió en profesor de literatura en la Universidad Ca 'Foscari de Venecia antes de regresar a su alma mater, la Universidad de Pisa, en 1984 como profesor de filología, literatura y lingüística. Fue uno de los especialistas italianos más importantes sobre la vida de Dante Alighieri y Petrarca, pero también de la literatura decimonónica italiana, sobre todo de Giacomo Leopardi.
Marco Santagata falleció en Pisa el 9 de noviembre de 2020, a los setenta y tres años, por causa del COVID-19.

## Trabajos

### Novelas
- Papà non era comunista (1996)
- Il copista (2000)
- Il maestro dei santi pallidi (2002)
- L'amore in sé (2006)
- Il salto degli Orlandi (2007)
- Voglio una vita come la mia (2008)
- Come donna innamorata (2015)

### Ensayos
- Petrarca ei Colonna (1988)
- Amate e amanti. Figura della lirica amorosa fra Dante e Petrarca (1999)
- La letteratura nei secoli della tradizione. Dalla Chanson de Roland a Foscolo (2007)
- Manuale di letteratura italiana contemporanea (2007)
- L'io e il mondo. Un'interpretazione di Dante (2011)
- Dante. Il romanzo della sua vita (2012)
- Guida all'Inferno (2013)
- L'amoroso pensiero. Petrarca e il romanzo di Laura (2014)

## Premios
- Premio Campiello por Il maestro dei santi pallidi (2003).[4]
- Premio Stresa por L'amore in sé (2006).[5]
- Premio Comisso para Dante. Il romanzo della sua vita (2013).[6]